# Síndrome de CINCA
La síndrome de CINCA, síndrome de NOMID o malaltia inflamatòria sistèmica d'inici neonatal,és una malaltia d'origen genètic i transmissió autosòmica dominant que s'inclou dins del grup de trastorns anomenats síndromes diaris associats a criopirina. Aquest grup de malalties genètiques presenten mutacions localitzades en el cromosoma 1 humà, en el gen CIAS1 que codifica la proteïna criopirina .
Els símptomes apareixen poc després del naixement i consisteixen en una febre recurrent, manifiestaciones a la pell similars a la urticària, episodis d'inflamació de les articulacions o artritis de gravetat variable que afecta sobretot a les genolls i en ocasions deixen seqüeles permanents com retard del creixement i contractures musculars. També hi ha afectació del sistema nerviós central en forma de meningitis crònica i hidrocefàlia que pot provocar retard mental i convulsions.